# 菅井汲

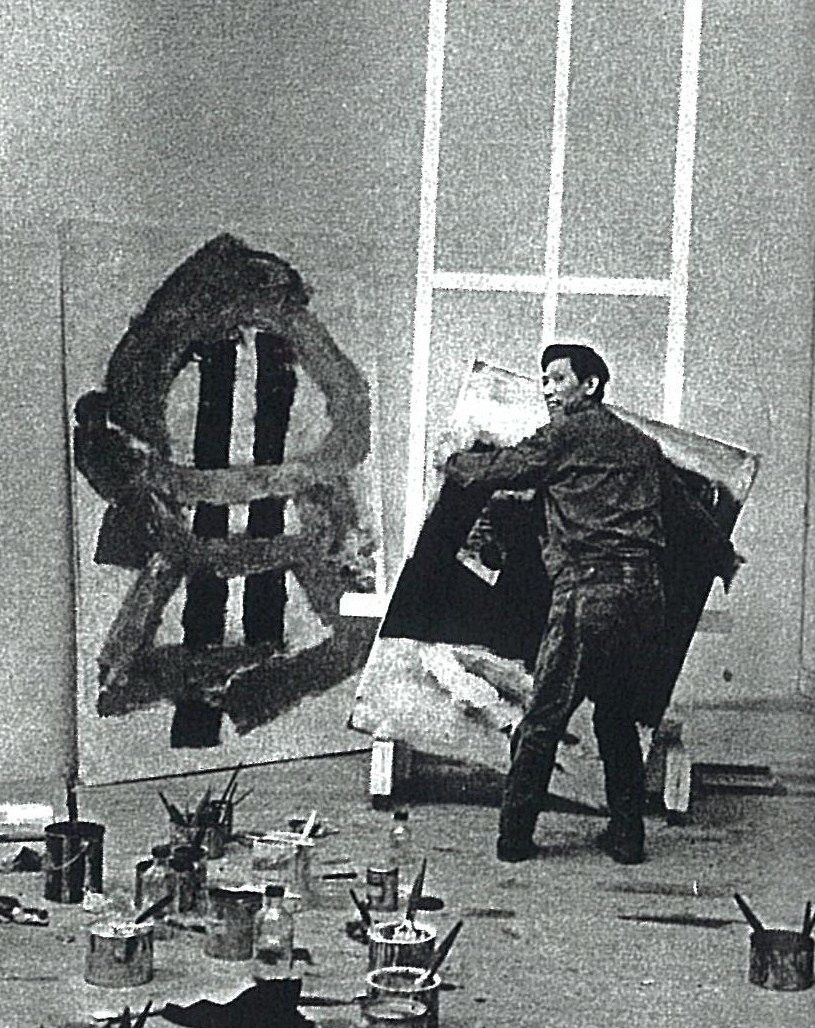
菅井 汲

菅井 汲（すがい くみ、1919年3月13日 - 1996年5月14日）は、洋画家、版画家。日本人画家の一人である。男性。

## 生涯
1919年、神戸市東灘区に生まれる。本名は貞三。大阪美術工芸学校に学んだ後（病気の為に中退）、1937年から阪急電鉄宣伝課で商業デザインの仕事に就く。中村貞以、吉原治良に師事。
1952年渡仏。日本画を学んだこともある菅井の作品は、東洋的なエキゾティシズムをたたえたものとして、パリの美術界で高い評価を与えられた。当初はアンフォルメルの影響を受けた、象形文字のような形態を描いていたが、1962年頃から作風は一変し、幾何学的な形態を明快な色彩で描いた「オートルート」のシリーズを制作するようになる。
菅井は無類のスピード狂であり、愛車のポルシェで高速走行している時に浮かぶビジョンが制作のモチーフになっているという。1967年にはパリ郊外で交通事故を起こし、頸部骨折の重傷を負うが、一命はとりとめた。また菅井は早食いとしても知られており、よく唐揚げ弁当を好んで食していたという。
1970年代からは、ほとんど円と直線の組み合わせから成る、より単純化され、無駄を省いた作品を描くようになった。モチーフはほとんど機械的に組み合わされ、一つひとつのモチーフは正確に描かれる。それは、高速走行中にもドライバーによって瞬時に把握される必要のある、道路標識にどこか共通したものがある。彼の「無駄を省く」姿勢は実生活にも及び、朝食、昼食、夕食のメニューはそれぞれ決まっていて（たとえば朝食はコーヒーとチーズ、昼食はスパゲッティ・トマトソースとソフトサラミなど）、同じメニューを1年365日、20年間食べ続けたという。
晩年には「S」字のシリーズを描き続けた、「S」は「スガイ」の「S」であるとともに、高速道路のカーブをも意味している。菅井は「なぜ同じ絵を描き続けてはいけないのか」と問い、同じパターンを描き続けること行為自体に個性があると考えた。リトグラフやシルクスクリーンの作品も多く残した。

## 経歴
- ピッツバーグのカーネギー国際絵画・彫刻展
- サロン、デ・レアリテ・ヌーヴェル
- サロン・ド・メ
- パリ青年ビエンナーレ展
- サンパウロ・ビエンナーレ展（1965年最優秀外国作家賞）
- カッセルのドクメンタ展
- リュブリアナ国際版画ビエンナーレ展（1959年受賞）
- 東京国際版画ビエンナーレ展（国立近代美術館賞）
- 日本国際美術展（優秀賞）
- 東京国際版画ビエンナーレ（国立近代美術館賞受賞）
- グレンヒェン国際版画トリエンナーレ展（大賞）
- ヴェネツィア・ビエンナーレ展（1962年デヴィット・ブライト基金賞）
- クラコウ国際版画ビエンナーレ展（1966年大賞）
- レジオンドヌール勲章シュヴァリエ章受章（1971年）[2]
- ノルウェー国際版画展（名誉賞）
- 東京国際美術館壁画担当
- アメリカ映画「悲しみよこんにちは（1957年作品）」にスタッフとして参加（画中に作品使用）、タイトルロールにも名前が出る
- ウィーン現代フランス絵画展

## 代表作
- 侍（1960年、油彩、国立国際美術館）
- 朝のオートルート（1964年、油彩、東京国立近代美術館）
- ハイウェイの朝（1965年、油彩、兵庫県立美術館）
- まるい森（1968年、油彩、滋賀県立近代美術館）
- フェスティヴァル・ド・バル（1971年、アクリル、国立国際美術館）
- 12気筒（全体）（1972年、アクリル、京都国立近代美術館）
- 空間「力学」（1983年、アクリル、国立国際美術館）